# 井出千草
井出 千草（いで ちぐさ、1976年9月28日 - ）は、AKT秋田テレビの元アナウンサー。血液型はO型。

## 人物・経歴
北海道札幌市出身。私立藤女子中学校・高等学校を経て東京女学館短期大学国際文化学科を卒業。1997年4月に旧国民金融公庫に入社。やがて退社し、国士舘大学文学部に入学。1999年にミス国士舘（メイプルクイーン）に選ばれている。その後は東洋英和女学院大学大学院で学んだ。
大学院修了後はNHKの契約キャスターを経て、2003年12月AKT秋田テレビに入社。2010年12月に退社。
趣味はお菓子作り、スポーツ全般（ゴルフ、テニス、乗馬、ダイビング、ボディボード など）、特技はスキー。SAJ準指導員所持。好きな言葉は「念ずれば花開く」。

## 担当番組
- スーパーSUNサンまる
- クボタ民謡お国めぐり
- NICOS倶楽部
- ゴルフ北欧の風 in 秋田北空港クラシック 〜ドラコン王への道〜 (アシスタント)
- やばせ本町どまん中!（中継担当、AKT情報局長）
- どすこいチャンネル（ミニ番組）
- ミミよりJOHO
- いしがき君となかや君
- 定時ニュース（主に週末担当）